# Anatemnus pugilatorius
Anatemnus pugilatorius es una especie de arácnido del orden Pseudoscorpionida de la familia Atemnidae.

## Distribución geográfica
Se encuentra en Nueva Guinea.